# Ferdinand Frauer
Ferdinand Frauer (* 1. Oktober 1878 in Rottenacker; † 22. September 1953  in Göppingen) war ein deutscher Jurist und Beamter. Er wirkte vor allem als württembergischer Oberamtmann.

## Leben
Frauer, Sohn eines Pfarrers und evangelischer Konfession, studierte von 1896 bis 1897 evangelische Theologie in Tübingen und von 1897 bis 1901 Rechtswissenschaften in Tübingen und Berlin. Er war Mitglied der Studentenverbindung Luginsland Tübingen. Er legte 1901 die erste und 1903 die zweite höhere Dienstprüfung ab. 1906 wurde er in Tübingen promoviert.
1903 trat er in die württembergische Innenverwaltung ein. Ab 1909 war er im württembergischen Innenministerium tätig bis 1911 als Hilfsarbeiter und danach bis 1914 als Assessor mit dem Titel Oberamtmann. Von 1914 bis 1919 leitete er als Oberamtmann das Oberamt Freudenstadt. 1919 wurde er Vorstand des Landesamts für Arbeitsvermittlung, aber er schied auf eigenen Wunsch nach sechs Monaten aus und übernahm bis 1920 erneut die Leitung des Oberamts Freudenstadt als Oberamtmann. Von 1920 bis 1921 leitete er als Amtsverweser das Oberamt Tettnang. 1921 schied er aus dem Staatsdienst mit der Zusicherung auf Wiederanstellung aus und wurde Verwaltungsdirektor beim Bezirksverband Heimbachkraftwerke in Freudenstadt. 1932 wurde er Verwaltungsdirektor und 1933 Alleinvorstand der Oberschwäbischen Elektrizitätswerke. 1939 wurde er Vorstand der neuen Energie-Versorgung Schwaben. 1939 trat er aufgrund eines Gehörleidens in den Ruhestand.
1940 erhielt er das Treudienst-Ehrenzeichen.